# Niccolò Liburnio
Niccolò Liburnio (* 1474 in Friaul; † 22. September 1557 in Venedig) war ein italienischer Humanist, Grammatiker, Lexikograf, Italianist und Romanist.

## Leben und Werk
Liburnio studierte in Venedig, wurde zum Priester geweiht, weilte in Mantua und Rom, machte mit dem Kardinal Miguel da Silva (1480–1556) ausgedehnte Reisen durch Europa und war zuletzt Kanonikus von San Marco in Venedig. Er publizierte 50 Jahre lang zahlreiche Werke, unter denen die sprachbezogenen heute vom größten Interesse sind. In der Questione della lingua engagierte er sich mit einem Dialogo an der Seite von Pietro Bembo.

## Werke (Auswahl)
- Opere gentile & amorose del preclaro homo Nicolo Liburnio veneto, Venedig 1502
- Le Seluette di messer Nicolao Lyburnio, Venedig 1513
- Le vulgari elegantie, Venedig 1521, Mailand 1965, San Maro Torinese 2005
- De copia et varietate facundiae Latinae, Venedig 1522
- Le Tre fontane di messer Nicolò Liburnio in tre libbri diuise, sopra la grammatica, et eloquenza di Dante, Petrarcha, et Boccaccio. Dialogo sopra certe lettere, ouer charatteri trouati per messer Giouan Giorgio Trissino, Venedig 1526, 1534, San Maro Torinese 2005 (Glossare; Dialogo sopra le lettere del Trissino, in: Trattati sull'ortografia del volgare 1524-26, hrsg. von B. Richardson, Exeter 1984, S. 131–146)
- Le occorrenze umane, Venedig 1546, Mailand 1970
- Dizionario geografico. De montibus, silvis, fontibus, hrsg. von G.F. Pasini, Turin 1978